# PhpBB
phpBB(피에이치피비비)는 전자 게시판(bbs) 프로그램으로, GPL로 배포되고 있다. PHP 언어로 작성되었고, 데이터베이스로는 MySQL이나 PostgreSQL을 사용한다.
세계적으로 인기있는 전자 게시판 시스템으로, HTML 문법을 대체하는 BBCode라는 문법을 자체적으로 사용한다. 또한, 기존의 게시판이 답글(Reply)과 덧글(Comment)의 구분이 있었던 것을 개선하였다.
또한, MOD라 불리는 모듈을 추가해서 새로운 기능을 추가할 수 있다. MOD는 기본적으로는 파일 변경 내용이 적힌 텍스트 파일이며, 아직까지는 변경을 위해서는 MOD의 지침을 따라 직접 프로그램 코드를 고쳐야 한다. 앞으로 자동화될 예정이다.
2004년에는 phpBB의 보안 결함을 이용해 웹 서버를 감염시키며 전염되는 웜 「Santy」가 나타나기도 했다.

## phpBB와 한글
phpBB는 다국어로 이용할 수 있지만, phpBB3는 한글 지원에 문제가 있다. 검색시 한국어 문자는 각 낱말로 분리되거나, 사용하는 BB코드에서 URL 링크로 한글을 사용할 수 없다.